# Alejandro González Iñárritu
Alejandro González Iñárritu, född 15 augusti 1963 i Mexico City, är en mexikansk filmregissör, manusförfattare och filmproducent. Han bor numera i Los Angeles. Iñárritu är en av de tre mexikanska filmregissörer som kallas "tre amigos" (en: The Three Amigos, sp: Cineastas, Trío de Amigos); de andra två är Alfonso Cuarón och Guillermo del Toro.

## Biografi
År 2006 erhöll Alejandro Iñárritu priset för bästa regi (Prix de la mise en scène) för sin film Babel vid filmfestivalen i Cannes.
Alejandro Iñárritu nominerades 2006 till en Oscar i kategorin för bästa regi, och är den förste mexikanske regissör som nominerats för detta pris. Även hans film Biutiful (2010) oscarsnominerades, i kategorierna bästa icke-engelskspråkiga film samt Bästa manliga huvudroll. Vid Golden Globe-galan 2015 fick han, tillsammans med Nicolás Giacobone, Alexander Dinelaris och Armando Bo, pris i kategorin Bästa manus för manuset till Birdman. Vid Oscarsgalan 2015 belönades han med tre Oscars för Bästa film, Bästa regi och Bästa originalmanus. Vid Oscarsgalan 2016 vann Iñárritu återigen en Oscar för bästa regi för The Revenant.
González Iñárritu arbetar ofta tillsammans med manusförfattaren Guillermo Arriaga i sina filmer.

## Filmografi
- 2000 – Amores Perros - Älskade hundar
- 2001 – Powder Keg
- 2002 – 11'9"01 - September 11 (delen "Mexico")
- 2003 – 21 gram
- 2006 – Babel
- 2007 – Chacun son cinéma (delen "Anna")
- 2010 – Biutiful
- 2014 – Birdman
- 2015 – The Revenant